# Mauro Bolognini
Mauro Bolognini, född 28 juni 1922 i Pistoia, död 14 maj 2001 i Rom, var en italiensk film-, TV- och teaterregissör.

## Biografi
Efter att först studerat arkitektur, började Bolognini sin filmkarriär som assisten till regissörerna Luigi Zampa i Italien och Yves Allegret och Jean Delannoy i Frankrike. Egna filmer började han regissera i mitten av 1950-talet och hade sin första internationella framgång med filmen Gli Innamorati (”Vild kärlek”).
Bland hans andra filmer från 1950-talet och början av 1960-talet kan särskilt nämnas Giovani mariti (”Unga äkta män”), La Notte Brava (”The Big Night”), La giomata balorda (”Från en romersk balkong”) och Den vackre Antonio (Il bell'Antonio, hans mästerverk) med Marcello Mastroianni och Claudia Cardinale i huvudrollerna, samtliga filmer skrivna av Pier Paolo Pasolini.
Genom samarbete med Pasolini 1961 regisserade Bolognini två sensuella kärlekshistorier med Claudia Cardinale, La Viaccia och Senilità, innan han använde sin talang till en rad internationella antologifilmer, där hans mörka syn på kvinnan blev allt mera framträdande, med bland annat La Bambole (”Dockorna”), I tre Volti (”Tre kvinnor”), Le Fate (”Drottningarna”) och Le Streghe (”Häxorna”).
I slutet av 1960-talet återvände han till spelfilmer med autentiska drag, som Mademiselle de Maupin och dramer som Motello och Bubù. Under sina senare år fortsatte han att regissera både långfilmer och opera samt miniserier för TV. Hans sista långfilm var den mjukerotiska Husbands and Lovers som gjordes 1992. År 1994 regisserade han en av Greklands främsta sångerskor, Haries Alexiou i ett framträdande på amfiteatern Odeon of Herodes Atticus.

## Filmografi
- 1954 – Kungens musketörer
- 1957 – Marisa la civetta
- 1959 – Arrangiatevi
- 1960 – Den syndfulla dagen
- 1960 – Den vackre Antonio
- 1961 – Begär
- 1961 – Svarta strumpor
- 1962 – Agostino
- 1963 – Fördärvet
- 1964 – Dockorna
- 1964 – Tre kvinnor
- 1966 – De förföriska
- 1967 – Häxorna
- 1967 – Le plus vieux métier du monde
- 1967 – Arabella
- 1968 – Un bellissimo novembre
- 1970 – Metello
- 1971 – Bubù
- 1973 – Libera, min älskade
- 1974 – Murri-skandalen
- 1975 – Per le antiche scale
- 1988 – De likgiltiga
- 1991 – Husbands & lovers